# Clavus occiduus
Clavus occiduus é uma espécie de gastrópode do gênero Clavus, pertencente a família Drilliidae.